# Hartowiec
Hartowiec (deutsch Hartowitz, 1942 bis 1945 Hartwitz) ist ein Dorf in der polnischen Woiwodschaft Ermland-Masuren. Es gehört zur Gmina Rybno (Landgemeinde Rybno, 1942 bis 1945 Rübenau) im Powiat Działdowski (Kreis Soldau).

## Geographische Lage
Hartowiec liegt im Südwesten der Woiwodschaft Ermland-Masuren, 14 Kilometer östlich der Stadt Neumark i. Westpr. (polnisch Nowe Miasto Lubawskie), der früheren Kreisstadt des Kreises Löbau (Westpreußen), bzw. 28 Kilometer nordwestlich der heutigen Kreismetropole Działdowo (deutsch Soldau i. Ostpr.).

## Geschichte
Das Dorf Hartowitz wurde 1339 erstmals erwähnt. Im Jahre 1874 wurden die Landgemeinde Hartowitz und der Gutsbezirk Hartowitz in den Amtsbezirk Wessolowo (1942 bis 1945 Wesselau, polnisch Wesołowo) im westpreußischen Kreis Löbau aufgenommen. Noch vor 1881 erhielt der Amtsbezirk die Umbenennung in „Amtsbezirk Kattlau“ (polnisch Katlewo). Im Jahre 1910 zählte Hartowitz 408 Einwohner, von denen 342 zur Landgemeinde und 55 zum Gutsbezirk gehörten.
Gemäß Versailler Vertrag von 1919 musste die Region mit dem Amtsbezirk Kattlau an Polen abgetreten werden. Das erfolgte am 10. Januar 1920. Landgemeinde und Gutsbezirk Hartowitz erhielten zusammen die polnische Namensform „Hartowiec“. Als vereintes Dorf kam Hartowitz 1939 mit der Nachbarregion zum Deutschen Reich und wurde 1940 in den nunmehr in Landkreis Neumark (Westpreußen) umbenannten ehemaligen Kreis Löbau (Westpreußen) eingegliedert. Am 25. Juni 1942 wurde Hartowitz in „Hartwitz“ umbenannt.
In erneuter Kriegsfolge kam Hartowitz 1945 wieder zu Polen. Das nun wieder „Hartowiec“ genannte Dorf ist heute eine Ortschaft im Verbund der Gmina Rybno (Landgemeinde Rybno, 1942 bis 1945 Rübenau) im Powiat Działdowski (Kreis Soldau) in der Woiwodschaft Ermland-Masuren. Im Jahre 2011 zählte Hartowiec 684 Einwohner.

## Kirche

### Römisch-katholisch
Vor 1945 und auch noch Jahre später war Hartowitz resp. Hartowiec in die römisch-katholische Kirche Zwiniarz (1942 bis 1945 Schweinichen, polnisch Świniarzc) eingepfarrt. Doch bereits im 17. Jahrhundert war in Hartowitz eine Kapelle errichtet worden, die 1750 vom Kulmer Bischof Wojciech Stanisław Leski, der hier eine Residenz besaß, renoviert wurde. Diese Kapelle wurde 1777 abgerissen.
Am 8. Mai 1994 nun errichtete der Bischof des Bistums Toruń, Andrzej Suski, in Hartowiec eine eigene Pfarrei, nachdem hier die entsprechenden Voraussetzungen geschaffen worden waren. In die Pfarrei sind die drei Orte Hartowiec, Katlewo (Kattlau) und Ostaszewo (Ostaszewo, 1942 bis 1945 Ostichau) eingegliedert. Sie gehört zum Dekanat Rybno, genannt „Dekanat Rybno Pomorskie“.

### Evangelisch
Die Angehörigen der evangelischen Kirche waren vor 1945 nach Löbau (polnisch Lubawa) in der Kirchenprovinz Westpreußen der Kirche der Altpreußischen Union hin orientiert. In der Zeit zwischen 1920 und 1939 gehörte die Stadt zur Diözese Działdowo der Unierten Evangelischen Kirche in Polen. Heute gehört Hartowiec zur Pfarrei der Erlöserkirche Działdowo. Sie unterhält in der Hartowiec näher gelegenen Stadt Lidzbark (Lautenburg) eine Filialgemeinde mit der Jesuskirche als gottesdienstliches Zentrum. Die Pfarrei ist der Diözese Masuren der Evangelisch-Augsburgischen Kirche in Polen zugeordnet.

## Verkehr
Hartowiec liegt an der verkehrsreichen Woiwodschaftsstraße DW 538, die die beiden Woiwodschaften Kujawien-Pommern und Ermland-Masuren verbindet.
Sei 1924 ist Hartowiec Bahnstation an der heutigen Staatsbahn-Linie 9, die die Bahnstrecke Danzig–Warschau beschreibt. Von 1924 bis 1939 hieß die Station „Hartowiec“, von 1939 bis 1945 „Hartowitz“ und seit 1945 wieder „Hartowiec“.